# Žimutice
Žimutice är en ort i Tjeckien.   Den ligger i regionen Södra Böhmen, i den centrala delen av landet, 100 km söder om huvudstaden Prag. Žimutice ligger 441 meter över havet och antalet invånare är 577.
Terrängen runt Žimutice är platt. Runt Žimutice är det ganska glesbefolkat, med 38 invånare per kvadratkilometer. Närmaste större samhälle är Týn nad Vltavou, 6,9 km väster om Žimutice. Trakten runt Žimutice består till största delen av jordbruksmark.